# گرونیمو دل کامپو
گرونیمو دل کامپو (انگلیسی: Gerónimo del Campo; ۳۰ سپتامبر ۱۹۰۲ – ۳۰ سپتامبر ۱۹۶۷) بازیکن فوتبال اهل اسپانیا بود.
از باشگاه‌هایی که در آن بازی کرده‌است می‌توان به باشگاه فوتبال رئال مادرید اشاره کرد.
وی همچنین در تیم ملی فوتبال اسپانیا بازی کرده‌است.